# Ptychadena tellinii
Ptychadena tellinii és una espècie de granota que viu a Burkina Faso, Camerun, República Centreafricana, República Democràtica del Congo, Costa d'Ivori, Eritrea, Etiòpia, Ghana, Mali, Nigèria, Sierra Leona, Togo i, possiblement també, a Benín, el Txad, Guinea, Libèria i Sudan.
Està amenaçada d'extinció per la pèrdua del seu hàbitat natural.